# Belaichhari
Belaichhari är ett underdistrikt i Bangladesh. Det ligger i den sydöstra delen av landet, 260 kilometer sydost om huvudstaden Dhaka.
I omgivningarna runt Belaichhari växer i huvudsak städsegrön lövskog. Runt Belaichhari är det ganska glesbefolkat, med 39 invånare per kvadratkilometer.